# Mar de Bering

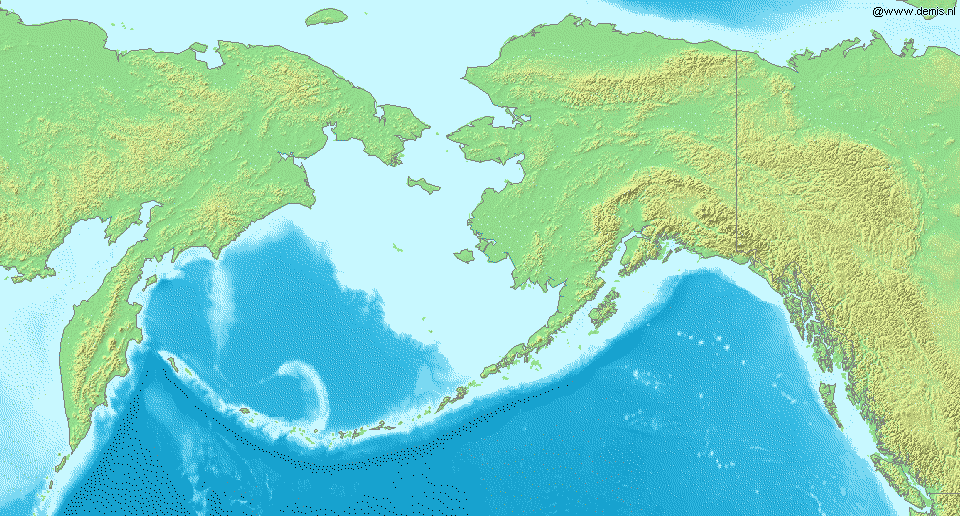
Mapa de situació de la mar de Bering, entre Sibèria i Alaska

La mar de Bering (en yupik: Imarpik; en anglès: Bering Sea; en rus: Берингово море, Bèringovo more) és una massa d'aigua de l'oceà Pacífic que comprèn, de sud a nord, l'espai que hi ha entre les Illes Aleutianes i les Komandórskie fins a l'oceà Àrtic i, d'oest a est, el que hi ha entre Sibèria (i la península de Kamtxatka) i Alaska. Ocupa una superfície d'uns dos milions de km². L'estret de Bering la separa de la mar dels Txuktxis, a l'oceà Àrtic. Aquesta mar deu el nom al primer europeu que la va descobrir navegant-ne les aigües, que fou el danès Vitus Bering.
L'ecosistema de la mar de Bering inclou molts recursos, repartits entre la jurisdicció dels Estats Units, Rússia i aigües internacionals. La interacció entre els corrents, el gel marí i l'aigua fa que sigui un ecosistema ric i vigorós.

## Història
La majoria dels científics pensen que durant l'Últim període glacial, el nivell del mar era prou baix com per permetre als humans migrar a peu cap a l'est des d’Àsia fins a Amèrica del Nord a través del que ara és l'estret de Bering. Aquest pas és conegut com el pont terrestre de Bering i, tot i que aquest fet és discutit, es creu que va ser la primera entrada d'humans a Amèrica. Altres animals, inclosa la megafauna, van migrar en ambdues direccions. Aquest s'anomena comunament el pont terrestre de Bering i la majoria, encara que no tots els científics, l'accepta com el primer punt d'entrada dels humans a les Amèriques.
Hi ha una petita part de la placa de Kula al mar de Bering. La placa de Kula és una antiga placa tectònica que solia subduir sota Alaska.
El 18 de desembre de 2018, un gran meteor va esclatar sobre el mar de Bering. El meteor va esclatar a una altitud de 25,6 km alliberant 49 quilotones d'energia.

## Geografia

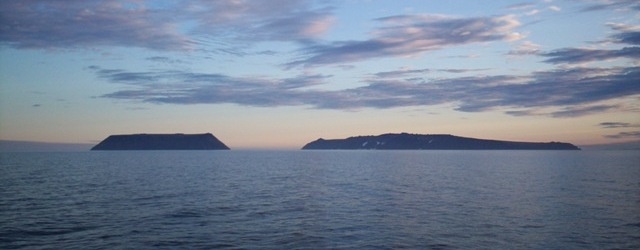
Les illes Diomedes, a la mar de Bering

La mar de Bering, limitada al sud per l'arc que formen les illes Aleutianes i Komandórskie, comprèn un bon nombre d'illes la sobirania de les quals depèn dels Estats Units i Rússia. En general, depenen dels Estats Units les més properes a Alaska, entre les quals les Illes Aleutianes; L'illa petita de les Diomedes o Inaliq; l'illa de King; l'illa Nunivak, la segona més gran de les banyades per aquesta mar; les Illes Pribilof; l'illa de Sant Llorenç, la més gran de totes; l'illa de Sant Mateu; l'illa gran de les Diomedes o Imaqliq; l'illa de Karaguinski, i les Illes Komandórskie, que són l'illa de Bering.
A l'extrem oriental s'obre la badia de Bristol o Iilgayaq, limitada al sud per la península d'Alaska. La mar de Bering conté 16 canyons submarins, entre els quals hi ha el més llarg del món, que és el canyó Jèmtxug. El riu Yukon hi desemboca després de 3.185 km de recorregut, i forma un delta amb perfil de ventall quasi semicircular.

### Illes
Les illes del mar de Bering són:
- Illes Pribilof, inclosa l'illa de Sant Pau
- Illes Komandorski, inclosa l'illa de Bering
- Illa de Sant Llorenç
- Illes Diomedes
- Illa del Rei
- Illa de Sant Mateu
- Illa Karaginsky
- Illa Nunivak[7]
- Illa Sledge[8]
- Illa Hagemeister[9]

### Regions
Les regions del mar de Bering són:
- Estret de Bering
- Badia de Bristol
- Golf d'Anadyr
- Norton Sound

El mar de Bering conté 16 canyons submarins, inclòs el canó submarí més gran del món, Zhemchug Canyon.

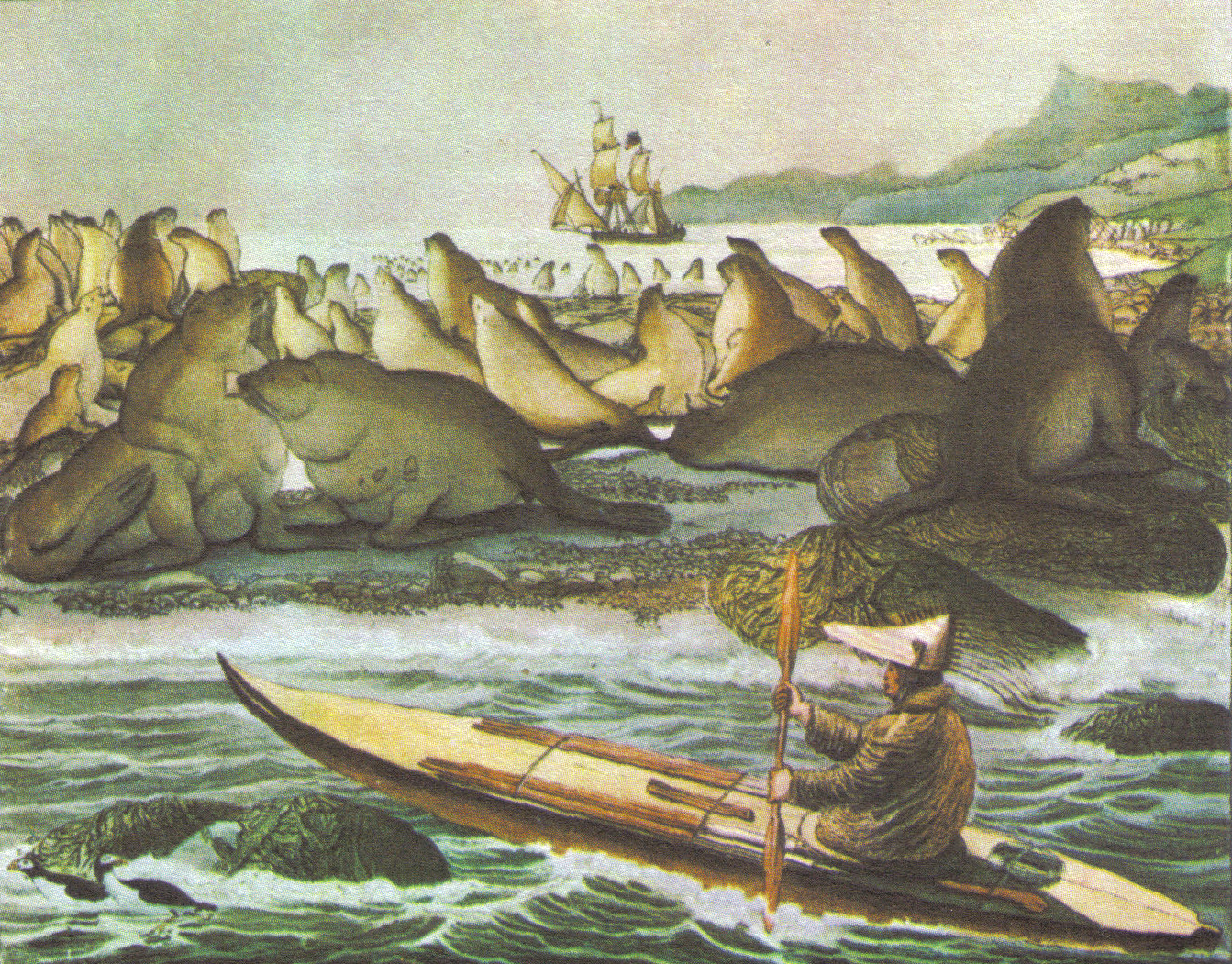
El "Rurik" rus fondeja prop de l'illa de Saint Paul, al mar de Bering, per carregar aliments i equipament per a l'expedició al mar Chuktxi al nord. Dibuix de Louis Choris el 1817.

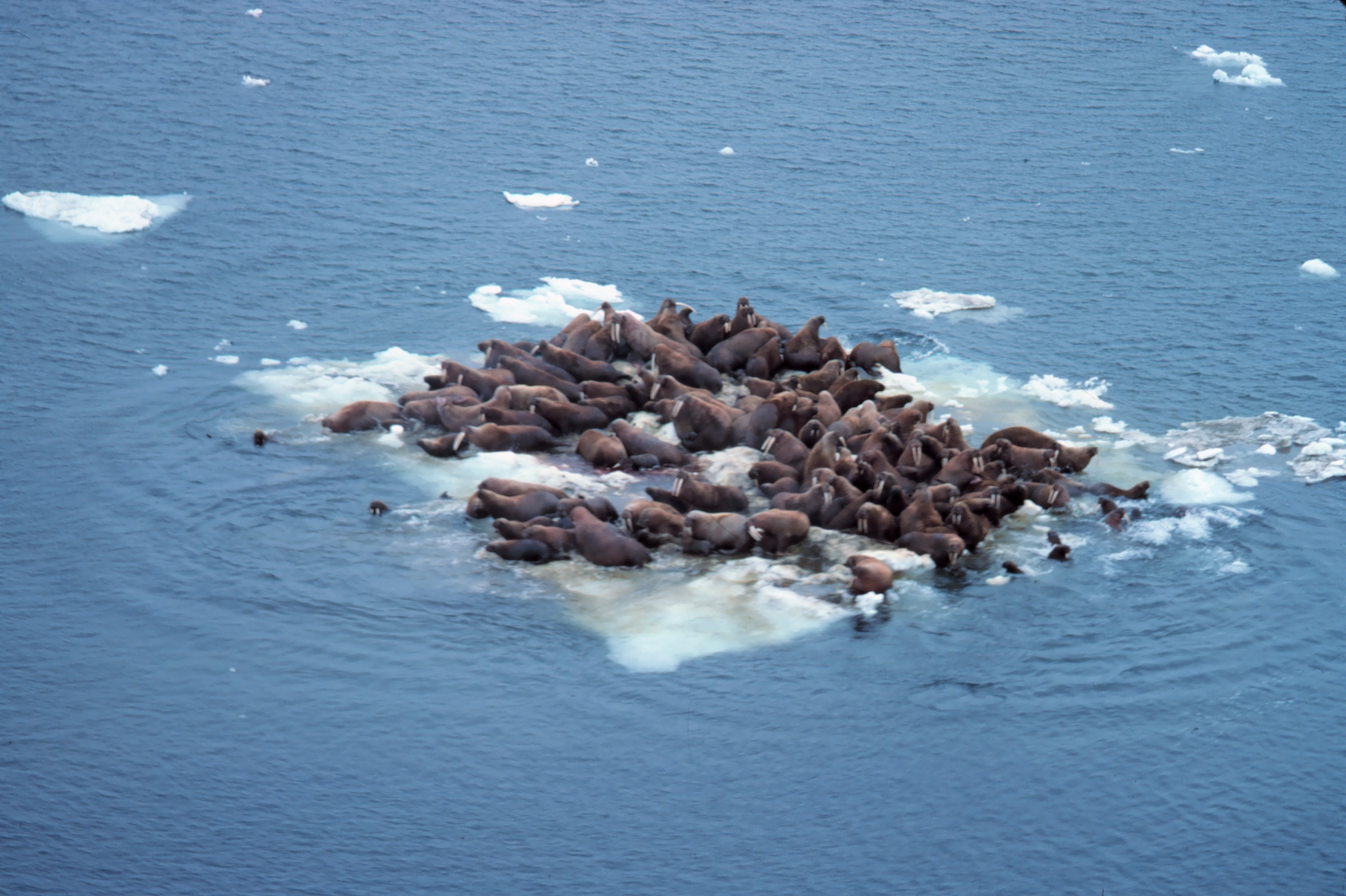
Morsa (‘‘Odobenus rosmarus divergens), transportada al gel del mar de Bering, Alaska, juny de 1978. (Font: NOAA)

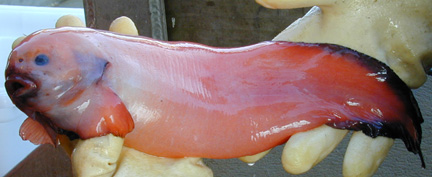
Snailfish, un peix no comercial, capturat a l'est del mar de Bering

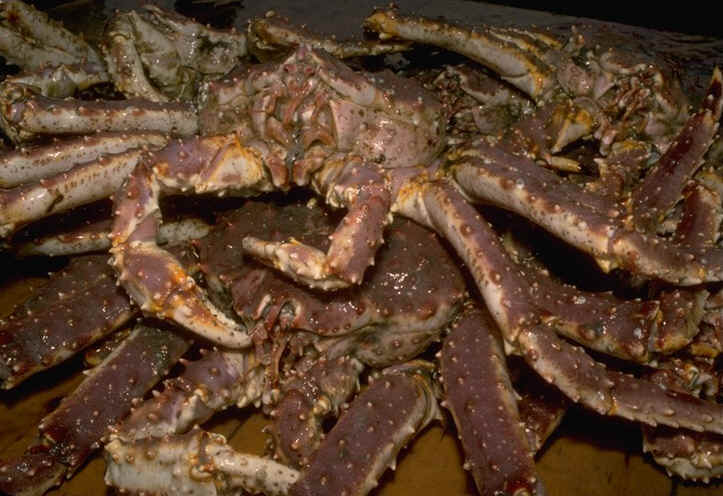
Cranc rei vermell

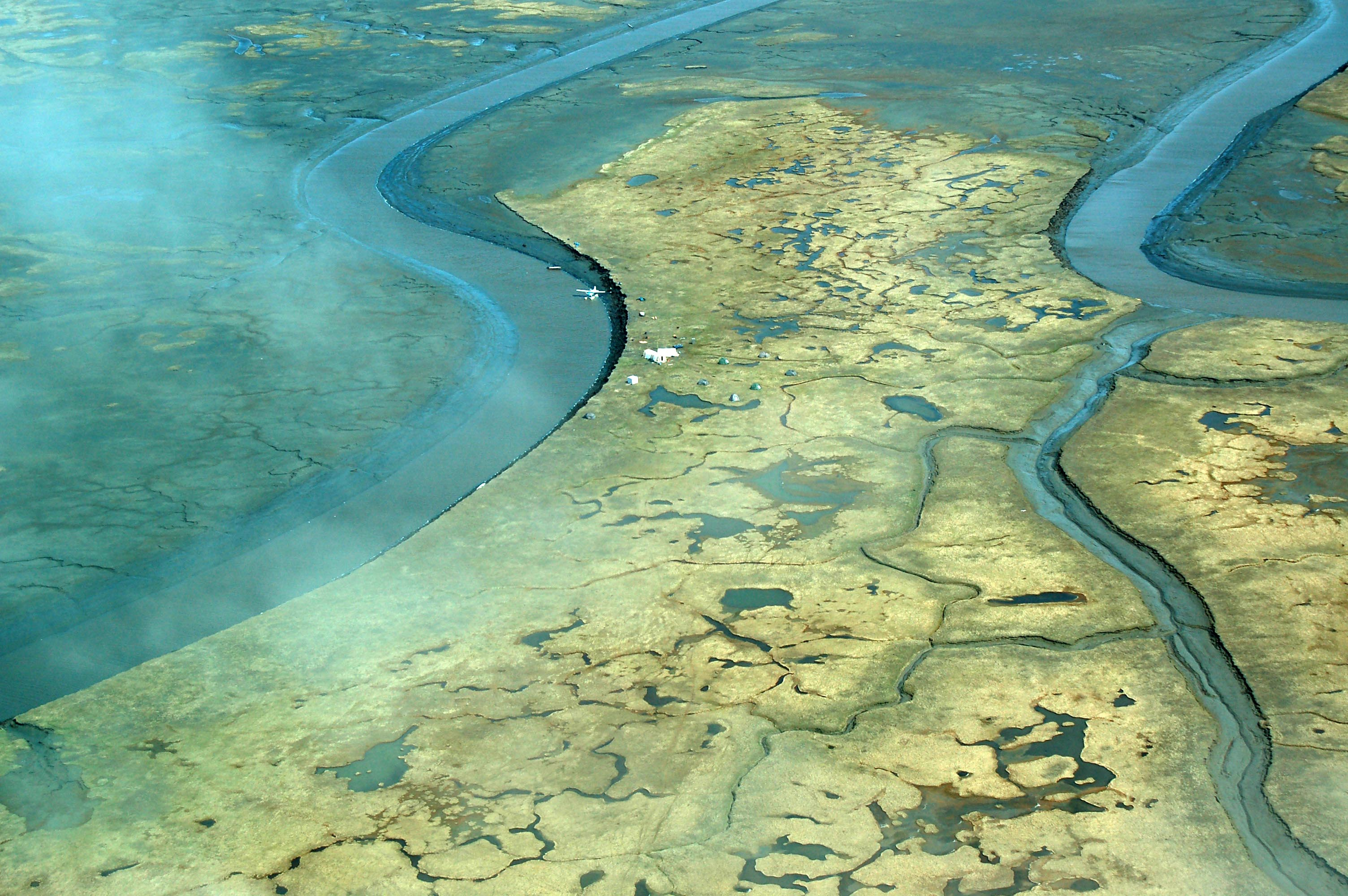
Vista aèria de Tutakoke Bird Camp a la costa del mar de Bering, al sud de la badia de Hooper

## Ecosistema
El trencament de la plataforma del mar de Bering és el motor dominant de la productivitat primària al mar de Bering. Aquesta zona, on la plataforma continental menys profunda cau a la conca de les Aleutianes del Nord, també es coneix com el cinturó verd. L'aflorament de nutrients de les aigües fredes de la conca de les Aleutians que flueix pel vessant i la barreja amb aigües menys profundes de la plataforma permeten la producció constant de fitoplàncton.
El segon motor de la productivitat al mar de Bering és el gel marí estacional que, en part, desencadena la floració del fitoplàncton de primavera. La fusió estacional del gel marí provoca una afluència d'aigua de menor salinitat a les zones mitjanes i altres de la plataforma, provocant estratificació i efectes hidrogràfics que influeixen en la productivitat. A més de la influència hidrogràfica i de productivitat de la fusió del gel marí, el mateix gel també proporciona un substrat d'adhesió per al creixement d'algues, així com d'algues de gel intersticials.
Algunes evidències suggereixen que ja s'han produït grans canvis en l'ecosistema del mar de Bering. Les condicions d'aigua càlides a l'estiu de 1997 van donar lloc a una floració massiva de fitoplàncton de cocolitofòrids de baixa energia (Stockwell et al. 2001). Existeix un llarg registre d’isòtops de carboni, que reflecteix les tendències de producció primària del mar de Bering, a partir de mostres històriques de balenes de balena borenca. Les tendències en les proporcions d'isòtops de carboni en mostres de balenes suggereixen que s'ha produït una disminució del 30-40% de la productivitat primària estacional mitjana durant els darrers 50 anys. La implicació és que la capacitat de càrrega del mar de Bering és molt menor ara que en el passat.

## Biodiversitat
El mar admet moltes espècies de balenes, com ara la beluga, la balena geperuda, la balena borista, la balena grisa i la balena blava, el catxalot vulnerable i el rorqual comú, el rorqual boreal i la més rara del món, la Balena franca del Pacífic nord. Altres mamífers marins són la morsa, el lleó marí de Steller,l'os marí septentrional, l’orca i l’ós polar.
El mar de Bering és molt important per a les aus marines del món. Més de 30 espècies d'ocells marins i aproximadament 20 milions d'individus es reprodueixen a la regió del mar de Bering. Les espècies d'ocells marins són frailells tufted, l'albatros de cua curta, en perill d'extinció, eider d'ulleres i gatets de potes vermelles. Moltes d'aquestes espècies són úniques a la zona, que ofereix un hàbitat d'alimentació altament productiu, especialment al llarg de la vora de la plataforma i en altres regions de surgència riques en nutrients, com els canyons de Pribilof, Zhemchug i Pervenets. El mar de Bering és també la llar de colònies d’auklets crestats, amb més d'un milió d'individus.
Dues espècies del mar de Bering, la vaca marina de Steller (Hydrodamalis gigas) i el corb marí d'ulleres (Phalacrocorax perspicillatus), s'han extingit a causa de la sobreexplotació per part de l'home. A més, una petita subespècie de l'oca del Canadà, l'oca del Canadà de Bering (Branta canadensis asiatica) s'ha extingit a causa de la caça excessiva i la introducció de rates a les seves illes de reproducció.
El mar de Bering admet moltes espècies de peixos, algunes de les quals suporten grans i valuoses pesqueries comercials. Les espècies de peixos comercials són el bacallà del Pacífic, diverses espècies de peix pla, peix sable, salmó del Pacífic i arengada del Pacífic. Els mariscs són el cranc rei vermell i el cranc de les neus.
La biodiversitat de peixos és alta i s'han informat almenys 419 espècies de peixos al mar de Bering.

## Pesca
El mar de Bering és conegut mundialment per les seves pesqueries productives i rendibles, com ara el cranc real, opilio i crancs adobers, el salmó de la badia de Bristol, l'abadejo i altres peixos de fons. Aquestes pesqueries depenen de la productivitat del mar de Bering mitjançant una xarxa tròfica complicada i poc entesa.
La pesca comercial és un negoci lucratiu al mar de Bering, del qual depenen les empreses de marisc més grans del món per produir peix i marisc. Al costat dels Estats Units, la pesca comercial captura aproximadament 1 $ mil milions de marisc anualment, mentre que la pesca russa del mar de Bering val uns 600 dòlars milions anuals.
El mar de Bering també serveix com a ubicació central de les estacions del cranc real d'Alaska i del cranc de les neus, que es descriuen al programa de televisió de Discovery Channel Deadliest Catch . Els desembarcaments d'aigües d'Alaska representen la meitat de la captura de peixos i mariscs als Estats Units.

## Canvis
A causa dels canvis que s'estan produint a l'Àrtic, l'evolució futura del clima i l'ecosistema del mar de Bering és incerta. Entre 1979 i 2012, la regió va experimentar un petit creixement de l'extensió del gel marí, en contrast amb la pèrdua substancial de gel marí d'estiu a l'oceà Àrtic al nord.

## En mitjans de comunicació
'The White Seal', un dels molts capítols del llibre de la selva de Rudyard Kipling, presenta el mar de Bering com el lloc de naixement i la pàtria de Kotick, una rara foca blanca de pell.
La pel·lícula Harbinger Down, que es va estrenar el 7 d'agost de 2015, tractava d'un grup d'estudiants de grau que van reservar un pas al vaixell de cranc Harbinger per estudiar els efectes de l'escalfament global en un grup de balenes beluga al mar de Bering.
Un dels personatges centrals de la pel·lícula de 1949 Down to the Sea in Ships té el nom de pila "Bering" pel fet d'haver nascut en un vaixell que travessa el mar de Bering.
El thriller sobrenatural del 2002, Ghost Ship, dirigit per Steve Beck, segueix una tripulació de salvament marítim al mar de Bering que descobreix el transatlàntic perdut italià, Antonia Graza, que va desaparèixer el 1962.

## Galeria

A l'extrem superior dret de la imatge hi ha el continent d'Alaska cobert de neu, així com l'illa Nunivak. Al centre de la imatge hi ha les illes de Sant Pau i Sant Jordi, que formen part de les illes Pribilof. Destacar també el vortex de von Kármán (núvols remolins) al mig dret.
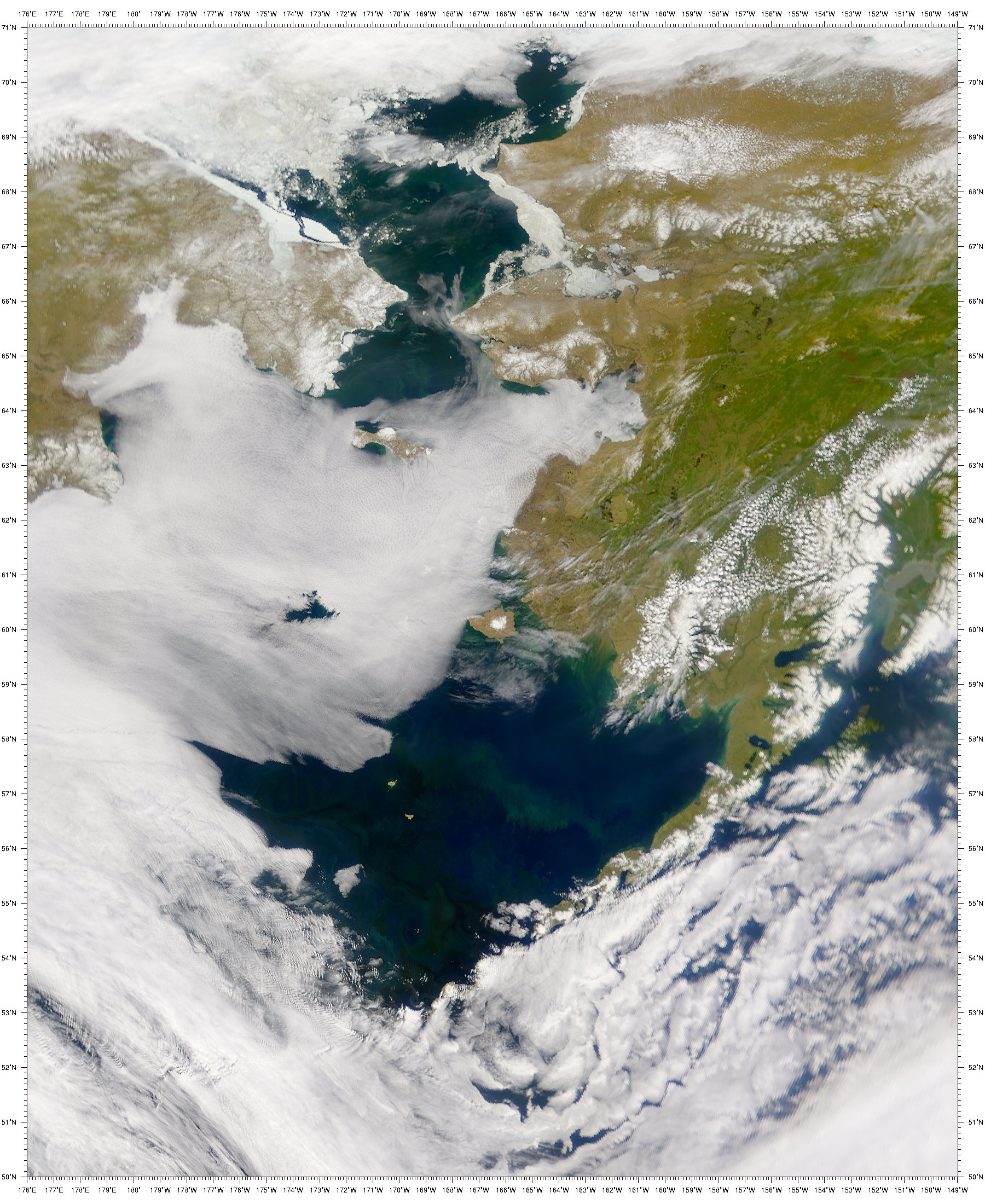
Foto de satèl·lit del mar de Bering - Alaska és a la part superior dreta, Sibèria a la part superior esquerra
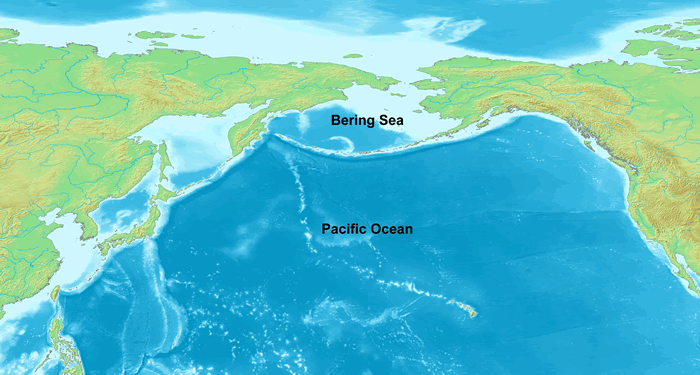
Mar de Bering a l'oceà Pacífic nord